# Copicucullia propinqua
Copicucullia propinqua är en fjärilsart som beskrevs av Smith 1894. Copicucullia propinqua ingår i släktet Copicucullia och familjen nattflyn. Inga underarter finns listade i Catalogue of Life.